# 駒井藤平
駒井 藤平（こまい とうへい、1885年（明治18年）3月21日 - 1967年（昭和42年）1月17日）は、明治末から昭和期の実業家、政治家。衆議院議員（1期）、参議院議員（1期）、奈良県生駒郡南生駒村長。

## 経歴
奈良県平群郡小瀬村（生駒郡南生駒村大字小瀬、生駒町を経て現生駒市）で、酒造業・駒井藤太郎の長男として生まれる。1907年（明治40年）大阪府立農学校（のち大阪獣医畜産専門学校）を卒業した。
帰郷して農事試験場技手兼生駒郡立郡山農学校（現奈良県立郡山高等学校）教諭に就任。その後、家業の酒造業に従事した。南生駒村会議員となり、1925年（大正4年）奈良県会議員に当選。1926年（大正5年）南生駒村長に就任し4期在任した。1935年（昭和10年）県会議員に再選され2期在任し名誉職参事会員も務めた。
その他、生駒郡農会長、奈良県馬匹畜産組合長、奈良酒造組合長、奈良県酒造組合連合会長、信貴生駒電鉄常務取締役、東大阪土地社長、菊司醸造会長などを務めた。
1946年（昭和21年）4月の第22回衆議院議員総選挙に奈良県選挙区から日本協同党公認で出馬して初当選。1947年（昭和22年）4月の第1回参議院議員通常選挙に奈良県地方区から出馬して当選し、衆議院議員に1期、参議院議員に1期在任した。この間、芦田内閣商工政務次官などを務めた。
1965年（昭和40年）秋の叙勲で勲三等旭日中綬章受章。
1967年（昭和42年）1月17日死去、81歳。死没日をもって正五位に叙される。